# Championnat d'Europe masculin de rink hockey 1983
Navigation
Championnat d'Europe masculin 1981 Championnat d'Europe masculin 1985
Le Championnat d'Europe de rink hockey masculin 1985 est la 36e édition de la compétition organisée par le Comité européen de rink hockey et réunissant les meilleures nations européennes. Cette édition a lieu à Verceil, en Italie.
L'équipe d'Espagne remporte pour la huitième fois le titre européen de rink hockey et pour la troisième fois consécutive.

## Participants
Huit équipes prennent part à cette compétition.
- Allemagne
- Angleterre
- Espagne
- France
- Italie
- Pays-Bas
- Portugal
- Suisse

## Résultats
| Rang | Équipe     | Pts | J | G | N | P | Bp | Bc | Diff |  | Résultats  |  |     |     |     |     |      |      |      |
| ---- | ---------- | --- | - | - | - | - | -- | -- | ---- |  | ---------- |  | --- | --- | --- | --- | ---- | ---- | ---- |
| 1    | Espagne    | 13  | 7 | 6 | 1 | 0 | 47 | 12 | +35  |  | Espagne    |  | 5-2 | 0-0 | 7-1 | 9-4 | 11-1 | 8-3  | 7-1  |
| 2    | Portugal   | 12  | 7 | 6 | 0 | 1 | 52 | 12 | +40  |  | Portugal   |  |     | 4-1 | 2-0 | 6-3 | 8-0  | 20-1 | 10-2 |
| 3    | Italie     | 11  | 7 | 5 | 1 | 1 | 32 | 6  | +26  |  | Italie     |  |     |     | 6-0 | 6-2 | 5-0  | 5-0  | 9-0  |
| 4    | Pays-Bas   | 7   | 7 | 3 | 1 | 3 | 17 | 21 | -4   |  | Pays-Bas   |  |     |     |     | 4-0 | 3-3  | 6-2  | 3-1  |
| 5    | Allemagne  | 6   | 7 | 3 | 0 | 4 | 28 | 32 | -4   |  | Allemagne  |  |     |     |     |     | 5-1  | 9-3  | 5-3  |
| 6    | Suisse     | 5   | 7 | 2 | 1 | 4 | 14 | 39 | -25  |  | Suisse     |  |     |     |     |     |      | 4-3  | 5-4  |
| 7    | France     | 2   | 7 | 1 | 0 | 6 | 18 | 55 | -37  |  | France     |  |     |     |     |     |      |      | 6-3  |
| 8    | Angleterre | 0   | 7 | 0 | 0 | 7 | 14 | 45 | -31  |  | Angleterre |  |     |     |     |     |      |      |      |